# Macrocarpaea luteynii
Macrocarpaea luteynii är en gentianaväxtart som beskrevs av Jason Randall Grant och Struwe. Macrocarpaea luteynii ingår i släktet Macrocarpaea och familjen gentianaväxter. Inga underarter finns listade i Catalogue of Life.